# Боцвана на Светском првенству у атлетици на отвореном 1983.
Боцвана је учествовала на 1. Светском првенству на отвореном 1983. одржаном у Хелсинкију, Финска, од 7. до 14. августа.
На овом првенству Боцвану су представљала двојица атлетичара који су се такмичили у две дисциплине.
Представници Боцване нису освојили ниједну медаљу, али су обојица поправила личне рекорде.

## Учесници
Мушкарци
- Joseph Ramotshabi — 400 м
- Вилсон Телесо — Маратон

## Резултати

### Мушкарци
| Атлетичар         | Дисциплина | Лични рекорд | Квалификације | Квалификације | Четвртфинале         | Четвртфинале         | Полуфинале           | Полуфинале           | Финале               | Финале       | Детаљи         |
| Атлетичар         | Дисциплина | Лични рекорд | Резултат      | Место         | Резултат             | Место                | Резултат             | Место                | Резултат             | Место        | Детаљи         |
| ----------------- | ---------- | ------------ | ------------- | ------------- | -------------------- | -------------------- | -------------------- | -------------------- | -------------------- | ------------ | -------------- |
| Joseph Ramotshabi | 400 м      | 51,49        | 48,35 ЛР      | 6. у гр 6     | није се квалификовао | није се квалификовао | није се квалификовао | није се квалификовао | није се квалификовао | 39 / 47 (55) |                |
| Вилсон Телесо     | маратон    | 2.23:10      |               |               |                      |                      |                      |                      | 2.21:36 ЛР           | 41 / 63 (81) | [ мртва веза ] |